# Kanta József
Kanta József (Keszthely, 1984. március 24. –) magyar bajnok, magyar szuperkupa-győztes, magyar válogatott labdarúgó, középpályás. A Magyar Labdarúgó-szövetség 2006-ban az év felfedezettjének járó Puskás Ferenc-díjjal, 2008-ban pedig az év magyar labdarúgójának járó Bozsik József-díjjal jutalmazta.

## Pályafutása

### Junior évek
Kanta József a helyi labdarúgócsapatban, az Ajkai Sportegyesületben kezdte pályafutását. Az ifjú tehetségre az MTK figyelt fel, így hamarosan Agárdra, a Sándor Károly Labdarúgó Akadémiára került. Az ifjúsági szinten kiemelkedő teljesítményt nyújtó középpályást 2002-ben az MTK fiókcsapatához, az NB II-es Bodajk FC-hez küldték, hogy a felnőttek között is tapasztalatokat gyűjthessen.

### A Bodajk FC-ben
Az NB II-ben szereplő Bodajk FC-ben hamar a csapat meghatározó egyénisége lett. A Sándor Károly Labdarúgó Akadémia számos neveltjét (például Fülöp Márton, Balogh Béla, Rodenbücher István) a soraiban tudó fejér megyei alakulat kimagaslott a mezőnyből és már az utolsó előtti fordulóban bebiztosították a másodosztályú szereplést. Az akkor még csak 19 esztendős Kantát csapata legjobb támadójának választották: 29 mérkőzésen összesen 24 gólt szerzett.
A történelme során először másodosztályú Bodajk FC Kanta vezetésével a bajnokság középmezőnyéhez tartozott, legnagyobb sikereiket a Magyar Kupában aratták: a Sümeg-Légrádi SC elleni 4–1-es, majd a megye másodosztályú Tárnok KSK elleni 2–1-es sikert követően 
2003. szeptember 3-án az első osztályú ETO-t 2–0-ra, majd október 12-én a szintén első osztályú Pécsi MFC-t 1–0-s arányban múlták felül. A Kanta vezette fiatal gárdát a Ferencváros állította meg a negyeddöntőben.
Az újabb sikeres szezont követően Garami József Kantát is az MTK keretébe hívta.

### A magyar élvonalban

#### 2004–2005
2004. augusztus 7-én az MTK Sopron elleni bajnoki nyitómérkőzésén bátyjával, Kanta Szabolccsal együtt mutatkozott be a magyar élvonalban, amelyen a debütáló Kanta a 26. percben szabadrúgásból szerezte meg a vezetést. A találkozó a hungária körúti együttes 3–0-s győzelmével zárult. A siker az Illés Béla vezette csapat támadósorának egyik meghatározó játékosává tette. Első élvonalbeli szezonjában 27 bajnoki mérkőzésen lépett pályára és 8 gólt szerzett, csapatával bronzérmes lett.

#### 2005–2006
A 2005–2006-os szezont kitűnő formában kezdő MTK feltartóztathatatlannak tűnt, első tíz mérkőzésükből hetet megnyertek, Kanta a Lombard FC Pápa ellen duplázni is tudott. Posztja az őszi szezon második felétől kezdve fokozatosan hátrébb tolódott: előbb támadó középpályásként, néhány mérkőzéssel később már irányító középpályásként játszatta Garami József, helyét a csatársorban Hrepka Ádám vette át. A már az ifjú karmester irányította kék-fehér alakulat második helyen zárta az őszi szezont.
A téli felkészülési időszakban a Nyíregyháza elleni mérkőzésen térdsérülést szenvedett, és két hónapos pihenő után, 2008. április 15-én térhetett vissza egy Pápa elleni 3–1-es győzelemmel végződött bajnokin. Az egy héttel később rendezett 24. fordulóban élete első élvonalbeli mesterhármasát szerezte, ahol vezetésével az MTK 6–3-as arányban múlta felül a kissé megilletődve játszó Zalaegerszeget. Közel egy hónappal később az újfent csatárként játszó Kanta volt a mérkőzés hőse, klasszikus mesterhármasával nagymértékben hozzájárult a kék-fehér alakulat Győri ETO elleni 5–2-es sikeréhez.
A szezon során többször is kiemelkedő, gólerős játékot nyújtó Kanta 24 mérkőzésen szerzett 18 találatával a góllövőlista harmadik helyén végzett, a csapat azonban a gyengébb tavaszi idénynek köszönhetően lecsúszott a dobogóról. A számára sikeres bajnoki évadot követően a szurkolók az Év Játékosának választották, 2006. május 30-án 2 éves szerződést írt alá az MTK-val, majd a Magyar Labdarúgó-szövetség az év felfedezettjének – a magyar labdarúgó-bajnokság legjobb 21 éven aluli játékosának – járó Puskás Ferenc-díjjal jutalmazta.
| „              | Örülök, hogy sikerült megállapodnom a klubvezetéssel a folytatást illetően. Nagyon jól érzem magam az MTK-nál, ahol ez idáig nyolc csodálatos évet már eltöltöttem, s ennél a csapatnál képzelem el a közeli jövőmet is. Boldog vagyok, hogy a szerződés meghosszabbításával az elkövetkezendő években is a kék-fehér szurkolók előtt játszhatom bajnoki mérkőzéseimet a Hungária körúton. | ” |
| – Kanta József | |   |

#### 2006–2007
A gólerős, támadó szellemű Kanta 2006–2007-es szezonbeli első góljára a 3. fordulóig kellett várni: a Sopron elleni 4–1-es MTK győzelemmel zárult találkozón tizenegyesből talált be. A Vasas ellen a 6. és a Kaposvár ellen a 7. fordulóban lőtt találatai már újra az elmúlt évad játékosát idézték, majd a következő három fordulóban bizonyította, hogy az MTK legmagabiztosabb büntető-végrehajtója: a Vác ellen a 8., a Debrecen ellen a 9. fordulóban 1-1 gólt, míg a Tatabánya elleni 10. fordulóban rendezett bajnoki mérkőzésen 2 gólt szerzett tizenegyesből.

| „              | Nem vagyok az a típus, aki egy jól sikerült meccs után elájul önmagától, és a többi fiatalabb csapattársam is hasonlóan gondolkozik. Tudjuk jól, hogy folyamatosan kell bizonyítanunk az elismerésért. | ” |
| – Kanta József | |   |

A bajnokságot ragyogóan kezdő MTK tízmérkőzéses veretlenségi sorozata a Fehérvár elleni 1–0-s hazai vereséggel szakadt meg, majd a Budapest Honvéd elleni pontosztoszkodást ismét Kanta duplájának köszönhették. A kirobbanó formában lévő középpályás egy edzésen kisebb sérülést szenvedett, így a téli pihenő előtti négy mérkőzésből csak a záró két mérkőzésen lépett pályára.
A tavaszi rajt mind Kanta, mind az MTK számára rosszul sikerült, a korábbi látványos játék, így az eredmények is elmaradtak: 2007 márciusában rendezett négy bajnoki mérkőzésen kétszer, mindkét alkalommal tizenegyesből volt eredményes: a Paks ellen a 20. és a Vasas ellen a 21. fordulóban. Az álmos rajtot követően Kanta játéka újra a régi formában pompázni látszott (az MTK négy sikertelen találkozót követően Kanta duplájának is köszönhetően 3–0-ra legyőzte a Vác együttesét), azonban a következő négy mérkőzés továbbra is a téli szüneten ragadt játékost idézte.
A bajnoki címért folytatott harc Kanta játékára is pozitív hatással bírt, az utolsó három fordulóban az őszi játékát bemutató karmester vezetésével az MTK mindhárom mérkőzését megnyerte, azonban ez is kevés volt az aranyéremhez: a csapat a második helyen zárt. Kanta visszafogottabb tavaszi produkciója ellenére pályafutásának egyik legeredményesebb bajnoki évadját zárta, 27 mérkőzésen 16 gólt szerzett, az MTK házi gólkirálya és a góllövőlista bronzérmese lett.

#### 2008–2009
A 2008–2009-es szezon Kanta számára rosszul kezdődött. Az osztrák FC Kärnten elleni felkészülési mérkőzésen térdsérülést szenvedett, így nem állhatott Garami József vezetőedző rendelkezésére a szuperkupa-döntőben és az MTK idénykezdetén. A felépülés a vártnál lassabban zajlott, így a teljes őszi szezont kénytelen volt kihagyni.
A hosszú kihagyás ellenére a tavaszi szezon parádésan kezdődött. 2009. február 10-én Budafokon lépett újra pályára egy Szolnok elleni felkészülési mérkőzésen, amelyen a kék-fehér alakulat 3–0-s győzelmet aratott. A Kaposvári Rákóczi elleni tavasziszezon-nyitómérkőzésen már gólt szerzett, és a 92. percig a pályán tartózkodó karmester vezényletével az MTK 2–1-es győzelemmel vonult le a pályáról. A következő, Vasas elleni bajnoki mérkőzésen a félévnyi kihagyásnak nyoma sem látszott, és a tizenegyesből eredményes Kanta, majd az őt váltó Urbán–Hrepka-támadósor hármat rúgott a mérkőzés végére kilenc emberre fogyatkozó angyalföldieknek.
A kitűnő rajt az Újpest ellen hazai pályán 2–1-re elbukott magyarkupa-negyeddöntő odavágóján megtorpanni látszott, azonban a következő bajnoki mérkőzésen újfent eredményes volt: a 2–0-s Diósgyőr elleni sikerrel végződött találkozón tizenegyesből volt eredményes.
A hazai vereség ellenére az MTK kiválóan játszott a Szusza Ferenc Stadionban rendezett magyarkupa-negyeddöntő-visszavágón, és Kanta két gólpasszának köszönhetően 2–0-s hátrányból fordítva 3–2-re diadalmaskodott az Újpest ellen, így idegenben lőtt góllal az elődöntőbe jutott.
A kupasiker generálta lelkesedés a következő fordulóban is megmaradt, és Kanta utolsó előtti percben szerzett találatával 1–0-s MTK-siker született a Paks ellen, így négy bajnoki mérkőzésen négy gólt szerzett.

| „              | … Az első meccseken éreztem a kimaradt fél évet. Nagyon jól jött nekem, hogy sűrűn játszottuk a mérkőzéseket, mert így könnyebb volt formába lendülni. A lábam százszázalékos állapotban van, és persze nagyon örülök a góloknak, bár hozzátartozik az igazsághoz, hogy kettő tizenegyesből született. Mindegy, azt is be kell rúgni. Viszont azt hozzátenném, hogy egyáltalán nem bánnám, ha nem találnék be, de a csapat továbbra is nyerné a meccseket. Persze ez evidencia. | ” |
| – Kanta József | |   |

#### 2012–2013
Miután a másodosztály küzdelmeit magabiztosan nyerte meg, a kupában pedig döntőt vívott, az MTK egy év elteltével ismét az NB1-ben szerepelhetett és elindulhatott az UEFA Európa-liga selejtezőjében is. Újonc létére sok kitűnő fiatallal a csapat nagyszerűen szerepelt, és a szezon felénél 2. helyen zártak a bajnokságban. Kanta remekelt, a Nemzeti Sport őt választotta osztályzatai alapján az őszi idény legjobb játékosának.

#### 2020-2021
2021. április 27-én jelentette be visszavonulását. Egész karrierjét az MTK csapatában játszotta le, összesen 23 évig játszott, ezalatt 350 bajnoki mérkőzésen 112 gólig jutott. 2021. április 29-én utolsó mérkőzését a Fehérvár csapata ellen játszotta hazai pályán az Új Hidegkuti Nándor Stadionban. Kezdőként lépett pályára, a 19. percben lecserélték, így csapattársai mellett többek között az ellenfél játékosai, edzői stábja, játékvezetők és természetesen a saját csapata is megtapsolhatta.

### A válogatottban
A beteg Hajnal Tamás helyére az U21-es válogatottban már alapembernek számító Kantát hívta be Várhidi Péter szövetségi kapitány a ciprusi négyes tornára készülő magyar válogatott keretébe, és már a hazai csapat elleni nyitómérkőzésen pályára lépett Sándor György cseréjeként. A másnapi, lettek elleni bronzmérkőzésen kezdőként jutott szerephez és 68. percet játszott. A válogatottban gólt még nem szerzett.

## Sikerei, díjai

### Egyéni
- Puskás Ferenc-díj: 1 alkalommal (2006)
- Bozsik József-díj: 1 alkalommal (2008)

### Klubcsapattal
- MTK Budapest:
  - Magyar bajnok: 2008
  - Magyar bajnoki ezüstérmes: 2007
  - Magyar bajnoki bronzérmes: 2005, 2015
  - Magyar Kupa-döntős::2012
  - Magyar szuperkupa-győztes:2008
  - NBII győztes: 2012, 2017, 2020

## Statisztika
| Egyesület    | Szezon    | NB I   | NB I   | Magyar kupa | Magyar kupa | Magyar ligakupa | Magyar ligakupa | Nemzetközi | Nemzetközi | Összesen | Összesen |
| Egyesület    | Szezon    | Mérk.  | Gól    | Mérk.       | Gól         | Mérk.           | Gól             | Mérk.      | Gól        | Mérk.    | Gól      |
| ------------ | --------- | ------ | ------ | ----------- | ----------- | --------------- | --------------- | ---------- | ---------- | -------- | -------- |
| MTK Budapest | 2009–2010 | 3      | 0      | –           | –           | –               | –               | –          | –          | 3        | 0        |
| MTK Budapest | 2008–2009 | 6      | 5      | 3           | 0           | –               | –               | –          | –          | 9        | 5        |
| MTK Budapest | 2007–2008 | 25     | 12     | 0           | 0           | 5               | 3               | 2          | 0          | 32       | 17       |
| MTK Budapest | 2006–2007 | 27     | 16     | 6           | 8           | –               | –               | –          | –          | 33       | 24       |
| MTK Budapest | 2005–2006 | 24     | 18     | 3           | 1           | –               | –               | –          | –          | 27       | 19       |
| MTK Budapest | 2004–2005 | 27     | 8      | 2           | 0           | –               | –               | –          | –          | 29       | 8        |
| Összesen     | Összesen  | 112    | 59     | 14          | 9           | 5               | 3               | 2          | 0          | 133      | 73       |
| Egyesület    | Szezon    | NB I/B | NB I/B | Magyar kupa | Magyar kupa | Magyar ligakupa | Magyar ligakupa | Nemzetközi | Nemzetközi | Összesen | Összesen |
| Egyesület    | Szezon    | Mérk.  | Gól    | Mérk.       | Gól         | Mérk.           | Gól             | Mérk.      | Gól        | Mérk.    | Gól      |
| Bodajk FC    | 2003–2004 | ?      | ?      | 4           | 0           | –               | –               | –          | –          | ?        | ?        |
| Összesen     | Összesen  | ?      | ?      | 4           | 0           | 0               | 0               | 0          | 0          | ?        | ?        |
| Egyesület    | Szezon    | NB II  | NB II  | Magyar kupa | Magyar kupa | Magyar ligakupa | Magyar ligakupa | Nemzetközi | Nemzetközi | Összesen | Összesen |
| Egyesület    | Szezon    | Mérk.  | Gól    | Mérk.       | Gól         | Mérk.           | Gól             | Mérk.      | Gól        | Mérk.    | Gól      |
| Bodajk FC    | 2002–2003 | 29     | 24     | 2           | 1           | –               | –               | –          | –          | 31       | 25       |
| Összesen     | Összesen  | 29     | 24     | 2           | 1           | 0               | 0               | 0          | 0          | 31       | 25       |

### Mérkőzései a válogatottban
| Magyarország | Magyarország     | Magyarország   | Magyarország | Magyarország | Magyarország | Magyarország | Magyarország | Magyarország |
| #            | Dátum            | Helyszín       | Hazai        | Eredmény     | Vendég       | Kiírás       | Gólok        | Esemény      |
| ------------ | ---------------- | -------------- | ------------ | ------------ | ------------ | ------------ | ------------ | ------------ |
| 1.           | 2007. február 6. | Limassol       | Ciprus       | 2 – 1        | Magyarország | barátságos   | -            | 63' 83'      |
| 2.           | 2007. február 7. | Limassol (CYP) | Lettország   | 0 – 2        | Magyarország | barátságos   | -            | 68'          |
| 3.           | 2013. június 6.  | Győr, ETO Park | Magyarország | 1 – 0        | Kuvait       | barátságos   | -            | a szünetben  |
|              | Összesen         |                |              | 3            | mérkőzés     |              | 0            | gól          |